# Dewy Rose
 (avril 2025).
Dewy Rose est une census-designated place située dans le comté d'Elbert, dans l’État de Géorgie, aux États-Unis. Lors du recensement de 2020, elle comptait 161 habitants.